# Cornelis Jacob Arnold den Tex

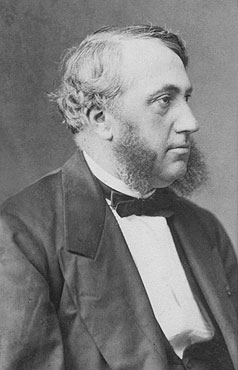
Jhr. mr. C.J.A. den Tex

Jhr. mr. Cornelis Jacob Arnold (Koo) den Tex (Amsterdam, 12 maart 1824 – aldaar, 6 december 1882) kwam uit het Nederlandse patriciërsgeslacht Den Tex. Hij begon in 1847 zijn loopbaan als advocaat in Amsterdam.
In 1866 werd hij als liberaal lid van de gemeenteraad om van 1868 tot 1880 burgemeester van de Amsterdam te worden. Daarnaast was hij zeer actief in het maatschappelijke leven met een indrukwekkende lijst nevenfuncties. Naast zijn burgemeesterschap was hij Eerste Kamerlid tot aan zijn overlijden in 1882.
Op 12 mei 1874 werd 'Koo' den Tex verheven in de Nederlandse adel.
In 1876 verbood Den Tex als burgemeester de najaarskermis van Amsterdam. Op 11 september rukten protesterende Amsterdammers op naar de woning van Den Tex aan de Herengracht. Op de weg erheen en bij het huis van Den Tex werden de ruiten van woningen vernield. Een en ander leidde tot straatgevechten met politie, schutterij en militairen, die enkele dagen aanhielden en bekend werden als het Kermisoproer. In april 1877 nam koning Willem III een petitie in ontvangst, waarin om het ontslag van Den Tex werd gevraagd.